# 커티스 SB2C 헬다이버
커티스 SB2C 헬다이버는 제2차 세계 대전 중 커티스 라이트가 개발한 급강하폭격기이다. 미국 해군(USN)의 함재기 폭격기로서 태평양 전구에서 더글러스 SBD 돈틀리스를 보완하고 대체했다. 몇 대의 생존기가 존재한다.
초기에는 조종 특성이 좋지 않았고, 후기 개조로 인해 생산과 배치에 긴 지연이 발생하여 트루먼 위원회의 조사를 받아 비판적인 보고서가 제출되기도 했다. 이는 커티스사의 몰락에 기여했다. 조종사나 항공모함 함장 모두 이 항공기를 좋아하지 않는 듯했다. 그럼에도 불구하고 헬다이버는 돈틀리스보다 빨랐고, 태평양 전쟁이 끝날 무렵에는 헬다이버가 미 해군 항공모함의 주요 급강하폭격기이자 공격기가 되었다.
1943년 말 육상 기반 변형인 A-25 슈라이크가 출시될 무렵, 서방 연합군 공군은 전용 급강하폭격기를 포기했다. 미국 육군 항공대에 인도된 A-25의 대부분은 미국 해병대로 이전되었으며, 해병대는 이 기종을 한 번의 부차적인 작전과 비전투 임무에만 사용했다. 영국 왕립 해군과 오스트레일리아 왕립 공군도 상당한 주문을 취소했고, 연구 목적으로 몇 대의 항공기만 유지했다.
이 항공기의 별명으로는 "빅 테일 비스트" 또는 단순히 "비스트", "투-시", 그리고 "젠장할 2등병"(Son-of-a-Bitch 2nd Class)이 있었는데, 마지막 별명은 SB2C라는 이름과 다루기 어려운 특성 때문에 붙여졌다.

## 설계 및 개발

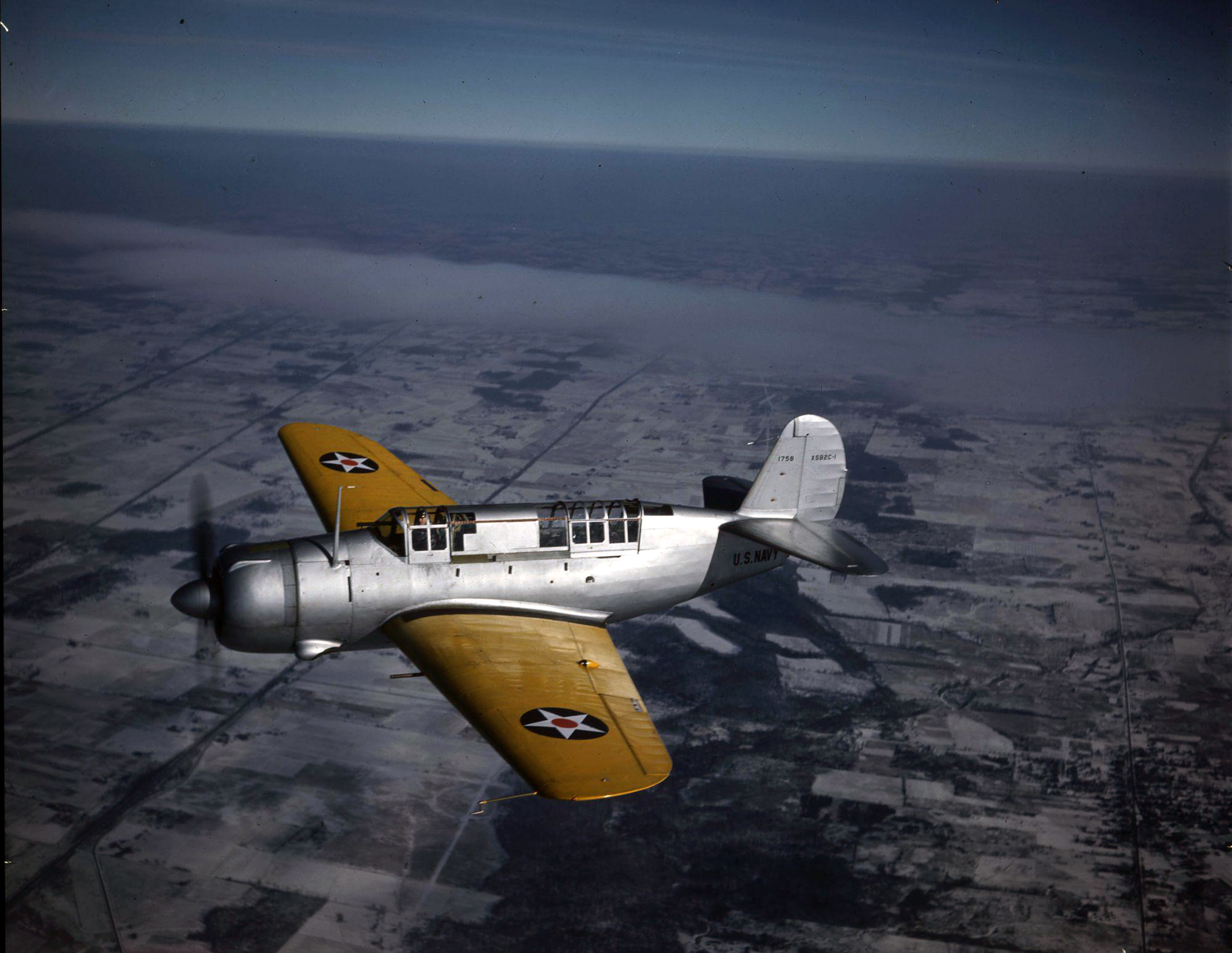
첫 비행 중인 커티스 XSB2C 헬다이버 시제품

헬다이버는 더글러스 SBD 돈틀리스를 대체하기 위해 개발되었다. 이 항공기는 훨씬 더 커서 최신 항공모함에서 운용할 수 있었고 상당한 양의 무장을 탑재할 수 있었다. 무거운 무장을 탑재할 때 항력을 줄이는 내부 폭탄창이 특징이었다. 미국 해병대와 미국 육군 항공대 모두의 까다로운 요구사항을 충족시키기 위해 제조업체는 "다목적" 항공기의 기능을 설계에 통합했다.
XSB2C-1 모델 시제품은 초기에 라이트 R-2600 트윈 사이클론 엔진과 3엽 프로펠러와 관련된 개발 문제로 어려움을 겪었다. 추가적인 문제로는 구조적 약점, 좋지 않은 비행성, 방향 불안정성, 좋지 않은 실속 특성이 있었다. 1939년, 한 학생이 새로운 커티스 XSB2C-1 모델을 MIT 풍동에 가져갔다. 항공공학 교수 오토 C. 코펜은 "이것을 하나 이상 만들면 미쳤다"고 말했다고 한다. 그는 작은 수직 꼬리 날개의 제어 문제를 언급하고 있었다.
첫 시제품은 1940년 12월 18일 첫 비행을 했다. 1941년 2월 8일, 착륙 접근 중 엔진 고장으로 추락했지만, 커티스에게 재건을 요청받았다. 동체는 길어졌고 더 큰 꼬리 날개가 장착되었으며, 불안정한 문제를 돕기 위해 오토파일럿이 장착되었다. 수정된 시제품은 1941년 10월 20일 다시 비행했지만, 1941년 12월 21일 급강하 시험 중 날개가 고장나 파괴되었다.
대규모 생산은 이미 1940년 11월 29일에 주문되었지만, 생산 모델에 대해 많은 수정이 요구되었다. 핀 및 방향타 면적이 증가했고, 연료 용량이 증가했으며, 자동 밀봉 연료 탱크가 추가되었다. 또한 고정 무장은 시제품의 두 총신 총과 비교하여 날개에 0.50인치(12.7mm) 기관총 4개로 두 배가 되었다. SB2C-1은 더 큰 연료 탱크로 제작되어 항속 거리가 상당히 향상되었다.
이 프로그램은 너무 많은 지연을 겪어서 그러먼 TBF 어벤저가 개발을 2년 늦게 시작했음에도 불구하고 헬다이버보다 먼저 운용에 들어갔다. 그럼에도 불구하고 오하이오주 콜럼버스와 캐나다의 두 공장에서 생산이 가속화되었다. 페어차일드 항공사 (캐나다)는 300대(XSBF-l, SBF-l, SBF-3, SBF-4E로 지정), 캐나디안 카 & 파운드리는 894대(SBW-l, SBW-3, SBW-4, SBW-4E, SBW-5로 지정)를 생산했으며, 이 모델들은 각각 커티스에서 제작된 모델들과 동등하다. 제2차 세계 대전 동안 총 7,140대의 SB2C 및 동등 모델이 생산되었다.

## 운용 역사

### 미국 해군

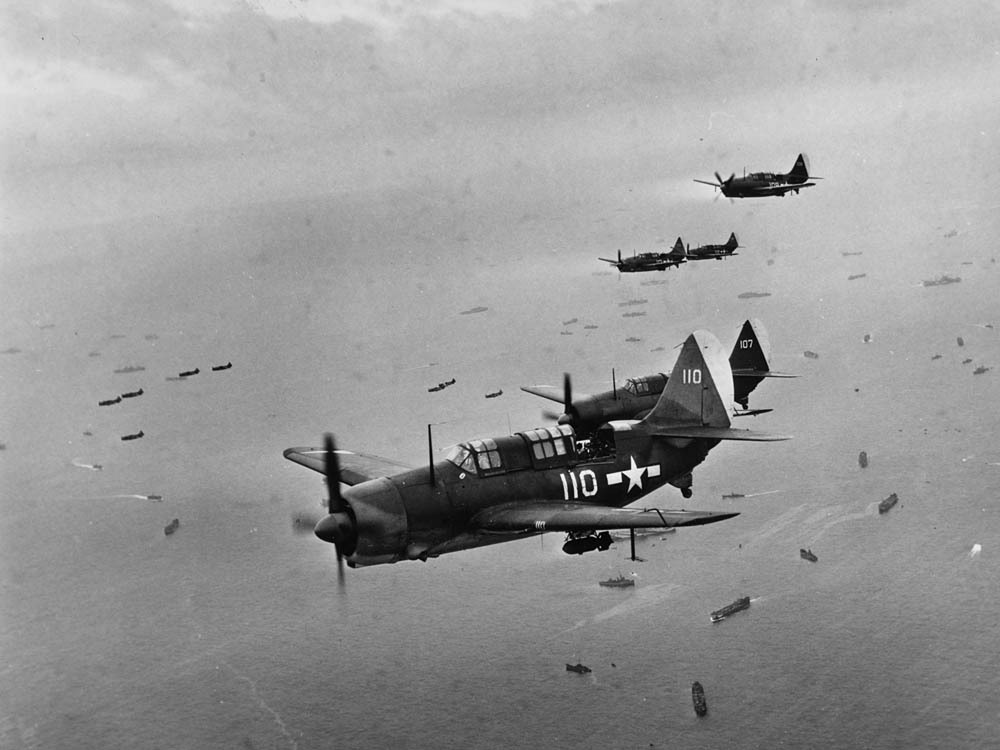
이오지마 근해의 요크타운에서 출격하는 SB2C-4

미국 해군은 헬다이버의 설계에 880가지 수정과 생산 라인 변경이 이루어질 때까지 SB2C를 수락하지 않았고, 이로 인해 커티스 헬다이버의 전투 데뷔는 1943년 11월 11일까지 지연되었다. 이날 벙커 힐에 탑승한 VB-17 비행대는 파푸아뉴기니 북쪽 뉴브리튼 섬의 일본 점령 항구인 라바울을 공격했다. SB2C-1의 초기 버전은 훈련용으로 미국 내에 보관되었으며, 다양한 개발 문제로 인해 200대만 제작되었다. 첫 배치 모델은 SB2C-1C였다. SB2C-1은 착륙 장치 작동기와 기계적으로 연결된 슬랫을 배치할 수 있었으며, 이는 날개 앞전의 바깥쪽 1/3 부분에서 확장되어 저속에서 측면 제어를 돕는다. "야수(Beast)"에 대한 초기 평가는 부정적이었다. 승무원들은 크기, 무게, 그리고 대체된 SBD에 비해 줄어든 항속 거리 때문에 이 항공기를 매우 싫어했다.

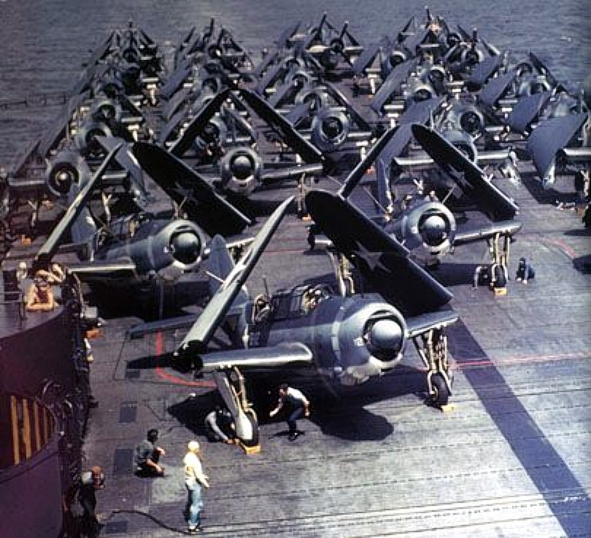
1943년 비행 갑판에 있는 삼색 도색의 SB2C-1 (전방).

필리핀해 해전에서 헬다이버 45대는 대부분 극단적인 거리에서 발진했는데, 항공모함으로 돌아오던 중 연료가 떨어져 손실되었다.
주요 결함 중 헬다이버는 동력이 부족했고, SBD보다 항속 거리가 짧았으며, 신뢰할 수 없는 전기 시스템을 갖추고 있었고, 제조 품질 관리가 종종 좋지 않았다. 커티스-일렉트릭 프로펠러와 복잡한 유압 시스템은 잦은 유지보수 문제를 일으켰다. 이 항공기의 운용 수명 내내 문제점 중 하나는 종방향 안정성이 좋지 않다는 것이었는데, 이는 항공모함 엘리베이터에 맞추기 위해 동체가 너무 짧았기 때문이다. 헬다이버의 에일러론 반응도 좋지 않았고, 시속 90 kn (100 mph; 170 km/h) 이하의 속도에서는 조종성이 크게 저하되었다. 항공모함 착륙 접근 속도가 시속 85 kn (98 mph; 157 km/h)로 예상되었으므로, 이는 문제가 되었다. 해군이 요구한 880가지 변경 사항과 전투 역할에 맞춘 항공기 개조로 인해 무게가 42% 증가했으며, 이는 문제의 대부분을 설명한다.
틀:Check quotation

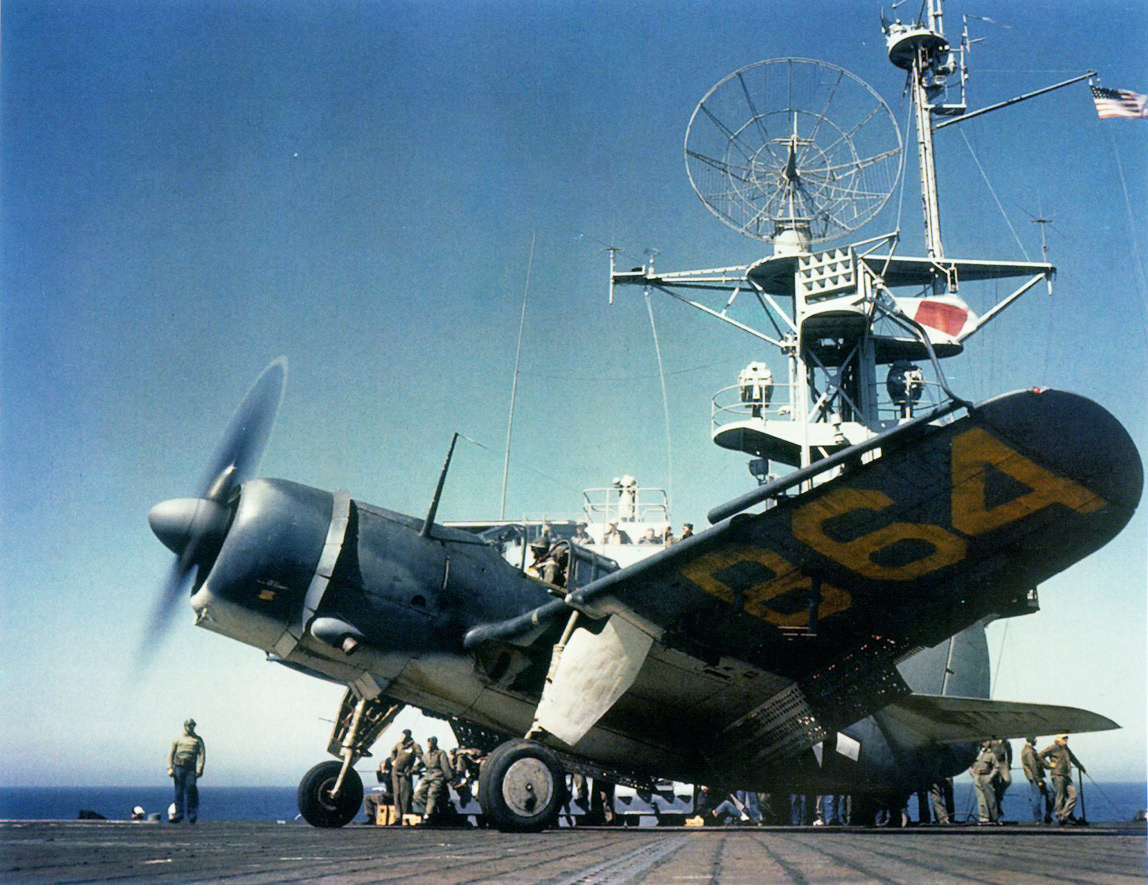
이륙 중인 커티스 SB2C 헬다이버.

이러한 문제에 대한 해결책은 1944년부터 도입된 SB2C-3부터 시작되었는데, 이 모델은 1,900 hp (1,400 kW)의 R-2600-20 트윈 사이클론 엔진과 커티스의 4엽 프로펠러를 사용했다. 이는 항공기를 괴롭히던 만성적인 동력 부족 문제를 실질적으로 해결했다.
헬다이버는 마리아나 해전, 필리핀 해전 (전함 무사시 침몰에 부분적으로 기여), 대만, 이오지마, 오키나와 (전함 야마토 침몰 당시 텐고 작전에서) 전투에 참가했다. 또한 1945년 난세이 제도와 일본 본토 혼슈에 대한 공격에도 사용되었으며, 비행장, 통신 시설, 선박에 대한 전술 공격을 수행했다. 원자폭탄 투하와 공식적인 일본 항복 사이 기간, 그리고 점령 직전 기간 동안 광범위하게 정찰 임무에도 사용되었다.
1942년에서 1943년 스타일의 삼색 위장 도색을 한 SB2C의 특이한 점은 날개가 접혔을 때 위에서 보면 보였기 때문에 바깥쪽 날개 패널의 아랫면이 어두운 상단 위장 도색을 하고 있었다는 것이다.
운용 경험상, 미 해군의 그러먼 F6F 헬캣과 보우트 F4U 콜세어 전투기들은 지상 목표물에 대해 동등하게 무거운 폭탄 적재량을 운반할 수 있었고, 적 전투기로부터 자신을 방어하는 능력이 훨씬 뛰어났다. 그러나 헬다이버는 특정 목표물에 대해 더 정밀하게 무장을 투하할 수 있었고, 2인승 구성은 두 번째 시야를 허용했다. 헬다이버는 또한 폭탄을 탑재했을 때 전투기보다 항속 거리가 훨씬 길다는 중요한 이점이 있었는데, 이는 해상 작전에서 매우 중요하다.
공대지 로켓의 등장은 SB2C가 마지막으로 목적에 맞게 제작된 급강하폭격기가 되도록 만들었다. 로켓은 거의 수직으로 급강하하는 스트레스와 급강하폭격기에 요구되는 까다로운 성능 요구 사항을 피하면서 해상 및 지상 목표물에 대한 정밀 공격을 가능하게 했다.

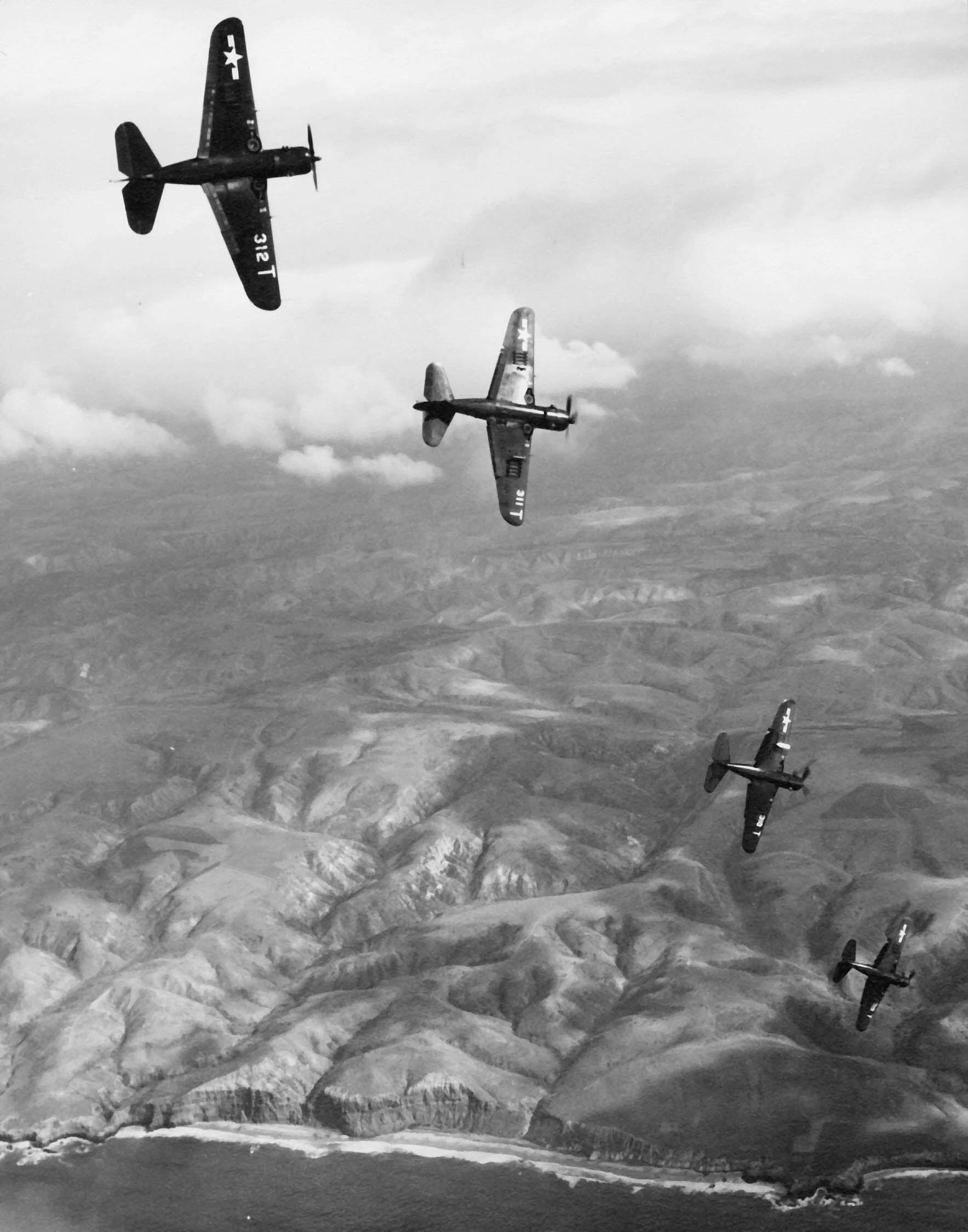
1947년 전후 상륙 훈련 중 상륙 부대를 지원하기 위해 급강하하는 미국 해군 공격 비행대 1A (VA-1A) "토햇터스" 소속 커티스 SB2C-5 헬다이버

SB2C는 1947년까지 현역 미 해군 비행대에서, 1950년까지 해군 예비 항공 부대에서 활동적인 전후 서비스를 계속했다. 잉여 항공기는 프랑스, 이탈리아, 그리스, 포르투갈, 태국의 해군 항공대에 판매되었다. 그리스 SB2C는 그리스 내전에서 날개 포드에 추가 기관총을 장착하고 전투에 사용되었다. 프랑스 SB2C는 1951년부터 1954년까지 제1차 인도차이나 전쟁에서 비행했다.

### 미국 육군 및 미국 해병대
커티스 세인트루이스 공장에서 제작된 900대의 항공기는 미국 육군 항공대가 A-25A 슈라이크라는 명칭으로 주문했다. 처음 10대의 항공기는 접이식 날개를 가졌지만, 나머지 생산 주문에서는 이 기능이 생략되었다. A-25A를 구별하는 다른 많은 변경 사항에는 더 큰 주 착륙 바퀴, 공압식 테일휠, 링 및 비드 조준경, 더 긴 배기 스텁, 그리고 다른 육군 지정 무선 장비가 포함되었다. A-25A가 도입되던 1943년 말까지 미국 육군 항공대는 더 이상 급강하폭격기 역할을 할 필요가 없었는데, P-47 선더볼트와 같은 전투기들이 전술 항공 지원 임무를 매우 성공적으로 수행할 수 있는 능력을 보여주었기 때문이다.
미국 육군 항공대는 410대의 헬다이버를 미국 해병대에 이전했다. A 표준 25A는 미 해병대 변형인 SB2C-1A로 개조되었고, 에네비 (일명 엔게비/엔지베; 에네웨타크 환초의 일부)에 기반을 둔 VMSB-151 비행대는 인근의 일본군 요새에 대한 폭격 임무를 수행했다. 그 외에는 SB2C-1A 변형은 전투에 사용되지 않았고, 주로 훈련기 및 표적 예인기로 사용되었다.

### 오스트레일리아

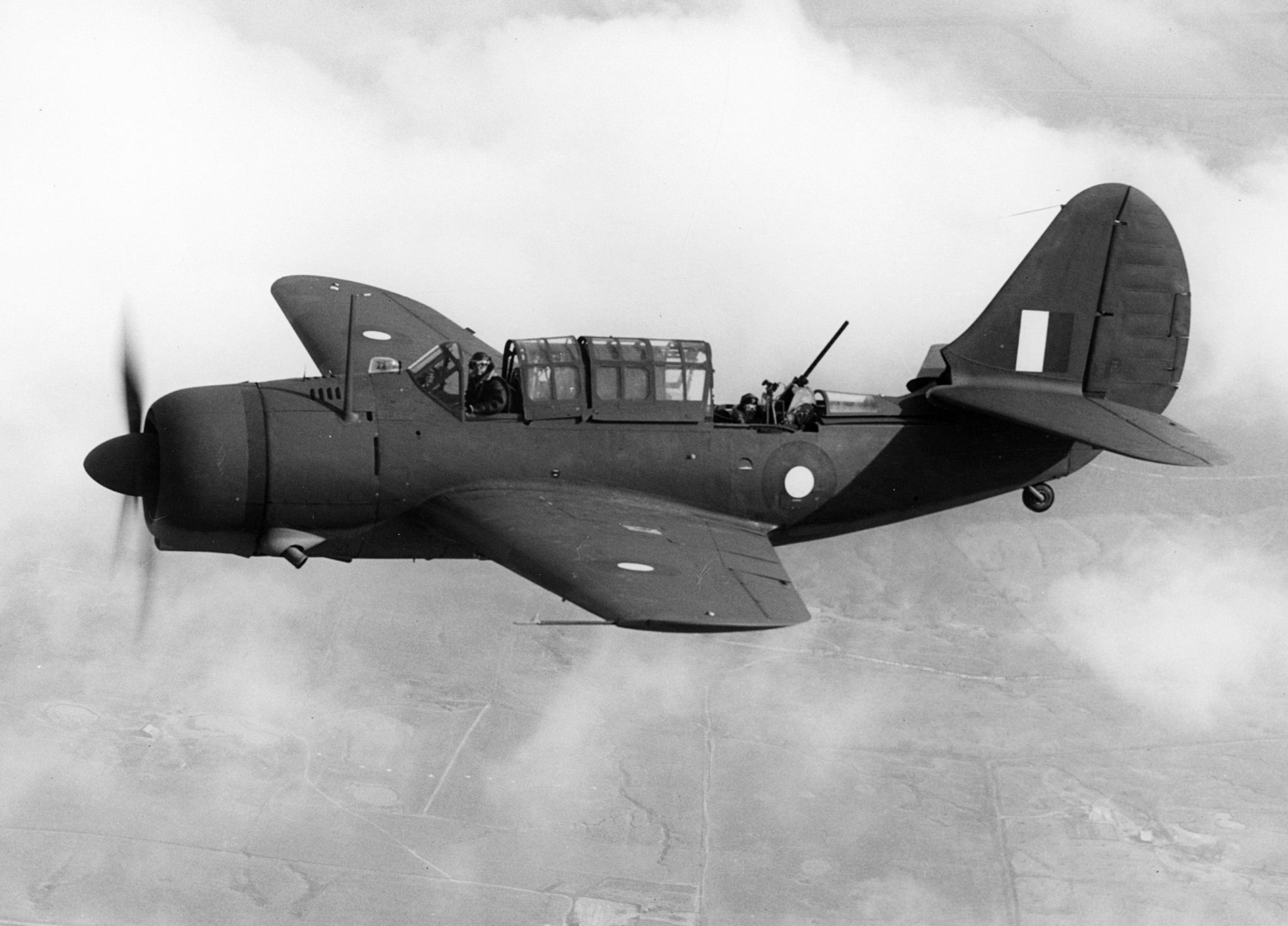
오스트레일리아 왕립 공군에 취역한 유일한 커티스 슈라이크인 A69-4

제2차 세계 대전 초기, 오스트레일리아 정부는 오스트레일리아 왕립 공군(RAAF)이 전용 급강하폭격기가 부족하다는 것을 인지하고 커티스 슈라이크 150대를 주문했다. 이 항공기들은 무기대여 지원으로 미국 정부가 비용을 지불했다.
1943년 11월, 슈라이크 첫 선적분 10대가 오스트레일리아에 도착했을 때, 오스트레일리아 왕립 공군은 급강하 폭격이 시대에 뒤떨어진 전술이라고 판단했다. 이미 오스트레일리아 왕립 공군에서 운용 중이던 벌티 A-31 벤저넌스 급강하 폭격기들은 경폭격기로 교체되고 있었다. 그 결과, 나머지 140대의 슈라이크 주문은 취소되었다.
인도된 10대의 항공기는 RAAF A69로 편입되었지만, 이 슈라이크 중 단 한 대만이 공식적으로 RAAF에서 비행했다. A69-4는 1943년 12월부터 1944년 4월까지 성능 시험을 위해 제1항공성능부대에 배정되었다. RAAF와 미국 제5공군은 이미 남서 태평양 전구에서 두 군에서 공통으로 사용하는 항공기 유형 공동 풀을 운영하고 있었고, 1944년 1월 중순까지 나머지 9대의 슈라이크는 미국 육군 항공대 부대로 이전되었다. A69-4 또한 1944년 12월에 미국 육군 항공대로 이전되었다.

### 영국
영국에서 헬다이버의 서비스는 오스트레일리아 에서의 경험과 유사했다. 주문된 450대 중 총 26대의 항공기가 영국 왕립 해군의 함대항공대에 인도되었으며, 이들은 헬다이버 I으로 알려졌다. "끔찍한 조종성"을 지적한 A&AEE의 불만족스러운 테스트 이후, 영국의 헬다이버 중 어느 것도 실제로 사용되지 않았다.

### 그리스
미국의 원조로 그리스 왕립 공군은 잉여 미 해군 재고에서 48대의 커티스 SB2C-5 헬다이버를 공급받았다. 이 항공기들은 1949년 봄 항공모함 USS 시칠리아 (CVE-118)에 의해 인도되었다. 48대의 항공기 중 6대는 지상 훈련 또는 예비 부품으로 사용되었고, 42대는 336 전투 비행대 (336 Μοίρα Διώξεως)에 제공되어 슈퍼마린 스피트파이어를 대체했으며, 비행대의 이름은 336 폭격 비행대 (336 Μοίρα Βομβαρδισμού)로 변경되었다.
그리스 SB2C-5 헬다이버는 대반란전 작전을 위해 약간의 변경이 있었다: (항공모함 사용을 위한) 단단한 고무 테일휠은 착륙 활주로 사용을 위해 더 큰 공압 타이어로 교체되었다; 그리고 후방 사수 위치와 트윈 MG는 제거되었는데, 이는 공중에서의 적대 세력이 없었고 폭탄과 추가 기관총을 위해 무게를 줄이는 것이 사용되었기 때문이다.
커티스 SB2C-5 헬다이버, 슈퍼마린 스피트파이어, 노스아메리칸 T-6D/G는 그리스 내전의 마지막 단계에서 공산주의 지상군, 캠프, 수송대에 대한 지상 공격 임무에 사용되었다.
커티스 SB2C-5 헬다이버는 비교적 짧은 전투 서비스를 보였으며 1953년까지 점차적으로 퇴역했다. 일부는 1957년까지 사진 촬영기로 사용되었다. 1997년에 한 대의 커티스 SB2C-5 헬다이버가 복원되어 그리스 공군 박물관에 전시되어 있다.

### 프랑스

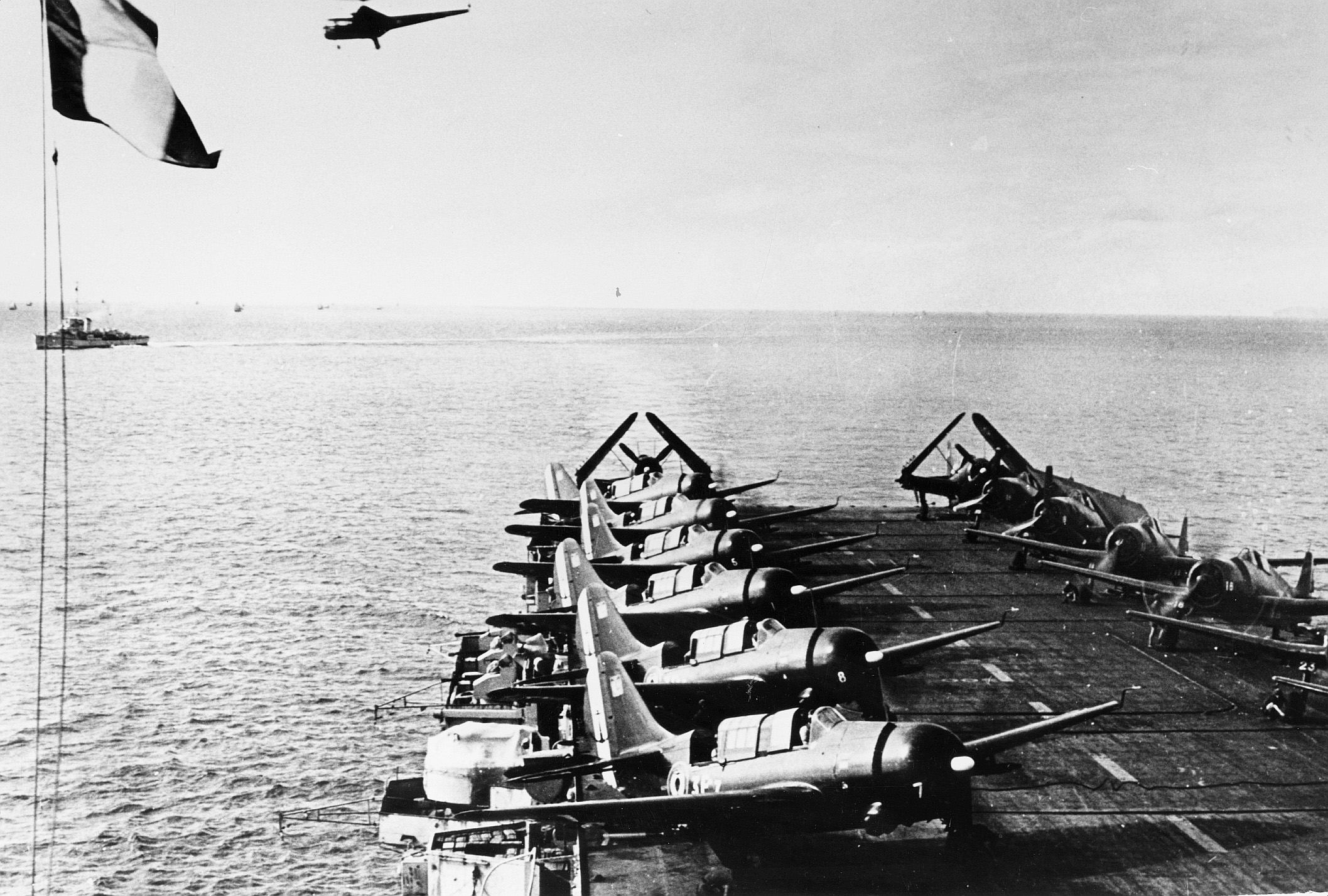
1951년 프랑스 항공모함 아로망슈의 비행 갑판에 있는 헬다이버. 이 당시 배는 인도차이나 해역에서 운용 중이었다.

1949년부터 1954년까지 프랑스는 베트남에서 전투에 사용되던 노후화된 SBD-5 돈틀리스를 대체하기 위해 110대의 SB2C-5 헬다이버 항공기를 구매했다. 프랑스 Aeronavale는 1951년부터 1958년까지 헬다이버를 운용했다.
이 항공기들 중 일부는 제1차 인도차이나 전쟁 동안 항공모함 아로망슈, 부아 벨로, 라파예트에 배치된 3F 및 9F 비행대에 할당되었다. 헬다이버는 1954년 디엔비엔푸 전투 동안 지상 프랑스군을 지원하는 데 사용되었다.

## 변형
XSB2C-1
1,700 마력(1,268 kW) R-2600-8 엔진으로 구동되는 시제품
SB2C-1
미국 해군용 생산 버전. 0.50인치 (12.7mm) 날개포 4문과 0.30인치 (7.62mm) 후방 상단포 1문 장착. 200대 생산.
SB2C-1A
원래 미국 육군 항공대 버전의 명칭으로, 나중에 A-25A가 되었다가 미국 해병대로 이전된 410대의 A-25A에 사용되었다.
SB2C-1C
20mm (0.79인치) 날개 장착 기관포 2문과 유압식 플랩을 장착한 SB2C-1. 778대 생산. 최초로 전투에 투입.
XSB2C-2
1942년에 쌍둥이 부주정으로 개조된 SB2C-1 한 대.
SB2C-2
수상 비행기 생산 버전. 287대 주문 취소되어 미생산.
XSB2C-3
1,900 마력(1,417 kW) R-2600-20 엔진으로 재장착된 SB2C-1 한 대.
SB2C-3
1,900 마력(1,417 kW) R-2600-20 엔진과 4엽 프로펠러로 재장착된 SB2C-1c와 동일. 1,112대 생산.
SB2C-3E
APS-4 레이더를 장착한 SB2C-3.
SB2C-4
SB2C-1c와 동일하나, 5인치 (127mm) 로켓 8발 또는 1,000lb (454kg) 폭탄용 날개 걸이가 장착됨. 2,045대 생산.
SB2C-4E
APS-4 레이더를 장착한 SB2C-4.
XSB2C-5
SB2C-4 2대를 -5 변형 시제품으로 개조.
SB2C-5
연료 용량 증가, 프레임 없는 슬라이딩 캐노피, 확장된 위치에 고정된 꼬리 갈고리, ASB 레이더 삭제된 SB2C-4. 970대 생산 (2,500대 취소).
XSB2C-6
2,100 마력(1,566 kW) R-2600-22 엔진과 연료 용량 증가된 SB2C-1C 2대.
SBF-1
페어차일드-캐나다에서 제작된 SB2C-1의 캐나다 버전. 50대 생산.
SBF-3
페어차일드-캐나다에서 제작된 SB2C-3의 캐나다 버전. 150대 생산.
SBF-4E
페어차일드-캐나다에서 제작된 SB2C-4E의 캐나다 버전. 100대 생산.
SBW-1

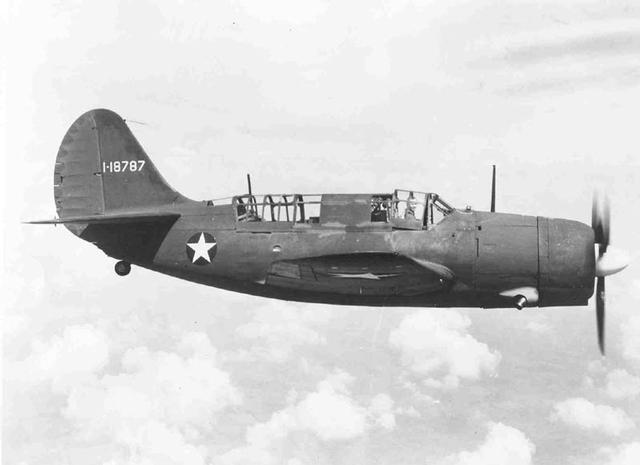
비행 중인 미국 육군 항공대 A-25 슈라이크 (AAF 일련번호 41-18787).

캐나디안 카 & 파운드리 회사에서 제작된 SB2C-1의 캐나다 버전. 38대 생산.
SBW-1B
캐나디안 카 & 파운드리 회사에서 제작된 SBW-1의 캐나다 버전으로, 영국 왕립 해군에 무기대여용으로 헬다이버 I으로 명명됨. 28대 생산.
SBW-3
캐나디안 카 & 파운드리 회사에서 제작된 SB2C-3의 캐나다 버전. 413대 생산.
SBW-4E
캐나디안 카 & 파운드리 회사에서 제작된 SB2C-4E의 캐나다 버전. 270대 생산.
SBW-5
캐나디안 카 & 파운드리 회사에서 제작된 SB2C-5의 캐나다 버전. 85대 생산 (165대 취소).
A-25A 슈라이크
어레스팅 기어 또는 접이식 날개 없이 장비가 변경된 미국 육군 항공대 버전. 900대 생산.
헬다이버 I
캐나다에서 제작된 SBW-1B 28대에 대한 영국 왕립 해군 명칭.
B.J.3
(태국어: บ.จ.๓) 태국 왕립 공군의 SB2C-5 명칭.

## 운용국
오스트레일리아
- 오스트레일리아 왕립 공군

 프랑스
- 프랑스 해군 항공대

 그리스 왕국
- 그리스 왕립 공군

 이탈리아

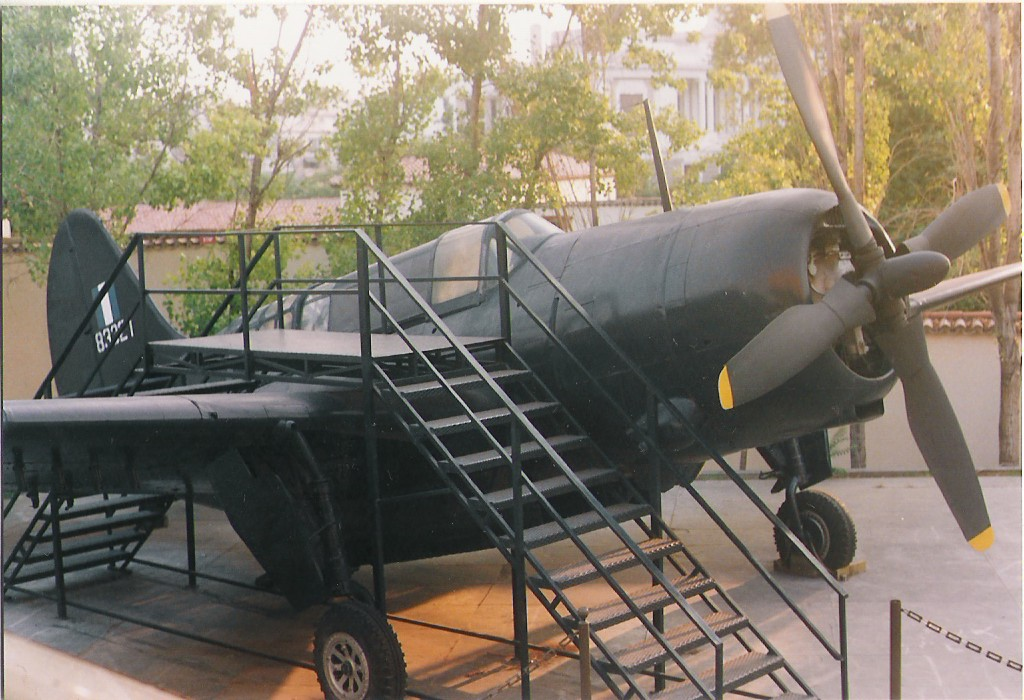
보존된 그리스 SB2C-5.

- 이탈리아 공군은 1950년부터 1959년까지 42대의 항공기를 운용했다.[30]

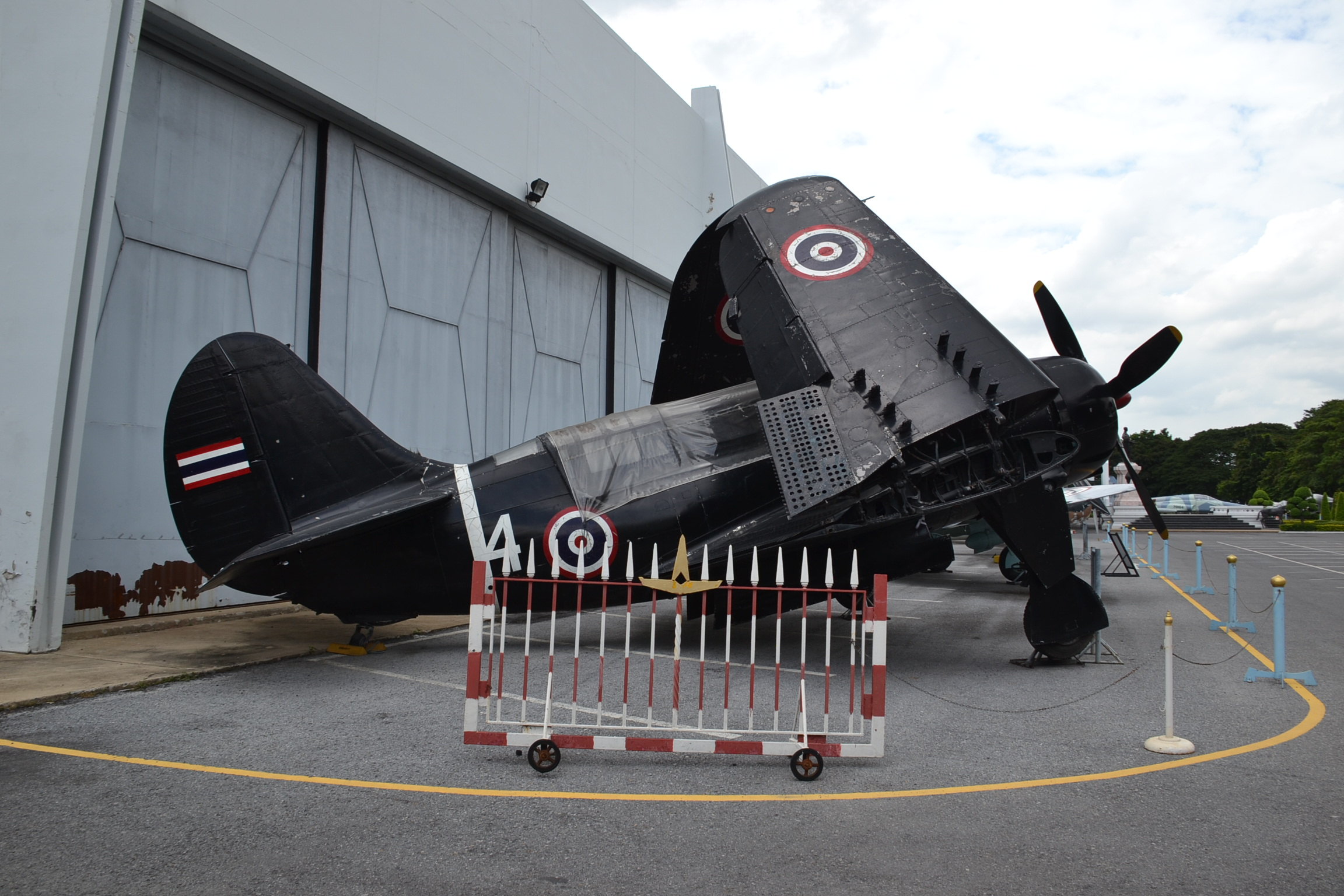
태국 왕립 공군 박물관에 있는 커티스 SB2C-5 헬다이버.

 포르투갈
- 포르투갈 해군 (1952년까지)
- 포르투갈 공군 (1952년 이후)

 태국
- 태국 왕립 공군[31]
- 태국 왕립 해군[31]

 영국
- 영국 왕립 해군 함대항공대

 미국
- 미국 육군 항공대
- 미국 해병대
- 미국 해군

## 생존 항공기

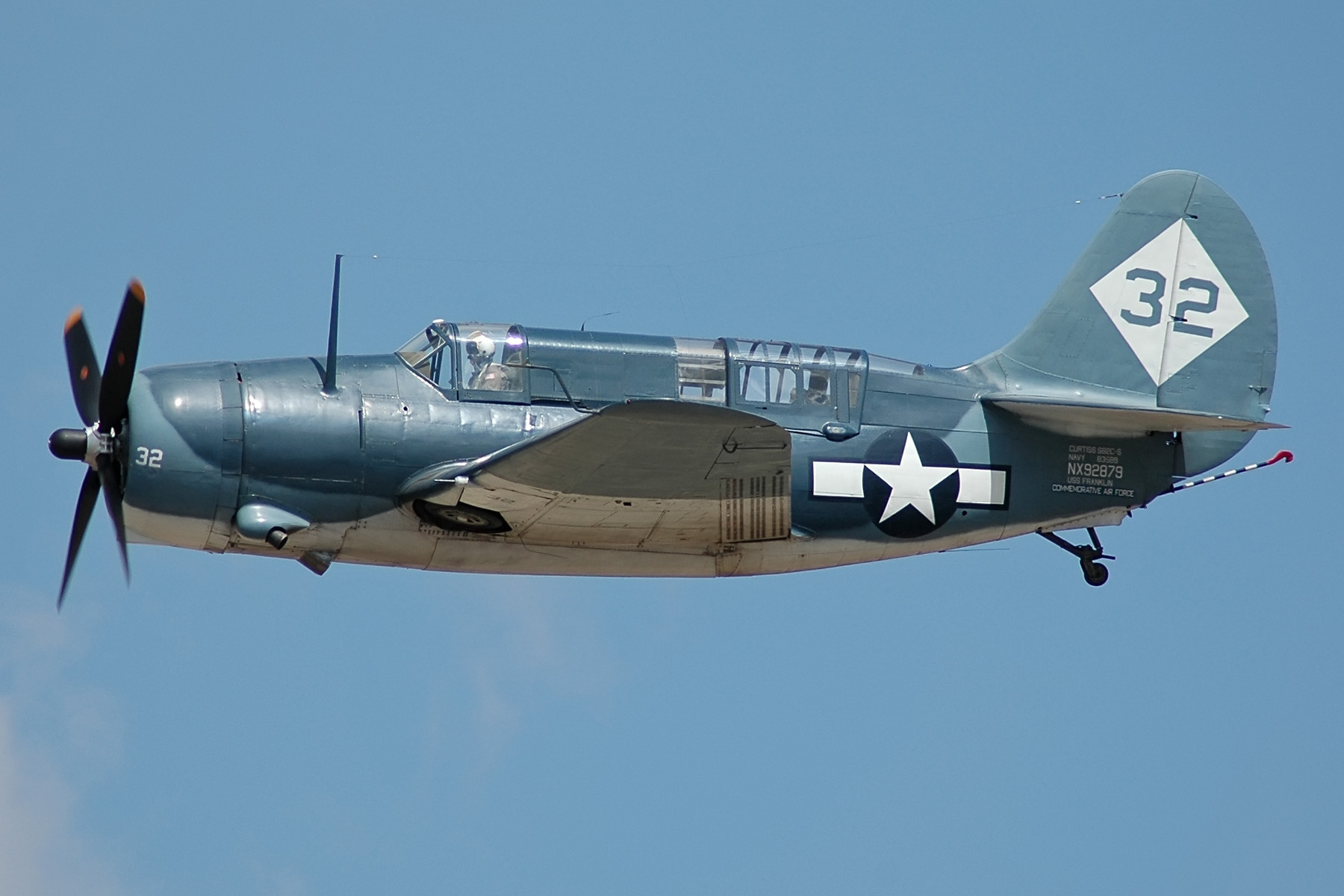
커티스 SB2C-5 헬다이버 (기념 공군)

참고: 모든 생존 항공기는 원래 미 해군 항공국(BuAer)의 국번호(BuNo)로 식별된다.

### 그리스
전시 중
SB2C-5
- 83321 - 그리스 공군 박물관, 데켈리아 공군기지.[32]

### 태국
전시 중
SB2C-5
- 83410 - 태국 왕립 공군 박물관, 돈므앙 왕립 태국 공군 기지, 방콕.[33]

### 미국
비행 가능
A-25A Shrike/SB2C-1A
- 75552 - 콜로라도스프링스의 국립 제2차 세계대전 항공 박물관에 기반을 둠.[34][35]

SB2C-5
- 83393 - 미네소타주 그래니트 폴스의 Fagen Fighters WWII Museum에 기반을 둠.[36][37][38]
- 83589 - 휴스턴 텍사스주 그레이엄에 있는 기념 공군 (웨스트 텍사스 윙)에 기반을 둠. 1945년에 제작된 이 후기 생산 헬다이버는 에어쇼에 자주 등장한다. 1982년에는 엔진 고장과 심한 비상 착륙으로 광범위한 손상을 입었지만, CAF의 자원봉사자들은 수천 시간을 투자하고 20만 달러 이상을 들여 항공기를 다시 비행 가능한 상태로 복원했다.[39][40]

전시 중
SB2C-5

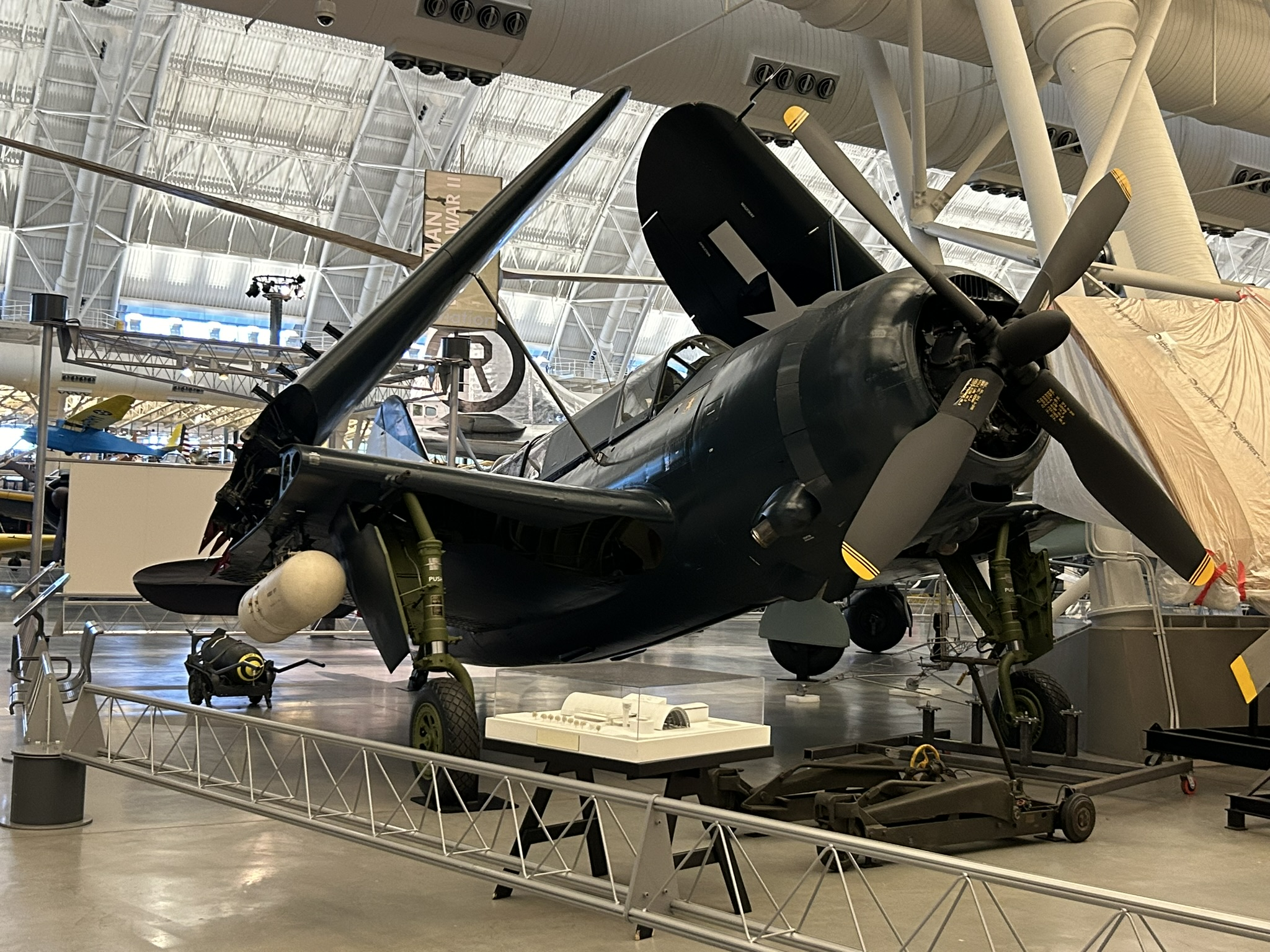
스티븐 F. 우드바 헤이지 센터에 전시된 SB2C-5 헬다이버 83479

- 83479 - 국립항공우주박물관 스티븐 F. 우드바 헤이지 센터 버지니아주 샨틸리.[41]

복원 중 또는 보관 중
A-25A Shrike/SB2C-1A
- 76805 - 캘리포니아주 샌디에이고의 USS 미드웨이 박물관에 보관 중.[42]

SB2C-3
- 19075 - 캘리포니아주 치노의 Yanks Air Museum에서 비행 가능한 상태로 복원 중[43]

SB2C-4
- 19866 - 캘리포니아주 샌디에이고의 USS 미드웨이 박물관에 전시될 예정. 이 항공기는 1945년 5월 28일 훈련 중 엔진 고장으로 하부 오타이 저수지 (Lower Otay Reservoir)에 추락했다. 조종사 E.D. 프레이저와 승객은 모두 무사히 탈출했지만, 헬다이버는 90피트 깊이의 물속으로 가라앉았다. 이 항공기는 2010년 2월에 어부에 의해 발견되었고, 2010년 8월 20일에 복원을 위해 인양되었다.[44][45]

잔해
- 미국 해군 소속 SB2C-4E 헬다이버는 1945년 10월 9일, 워싱턴 D.C.에서 열린 니미츠의 날 기념행사에 참여한 후 펜실베이니아주 뉴컴버랜드에서 미시간주 그로스 아일 해군 비행장에 있는 기지로 가는 도중 악천후로 추락하여 불에 탔다. 제2차 세계 대전 참전 용사인 조종사 프랭크 캠벨과 사수 조지 콜미아는 추락으로 사망했다. 항공기 잔해는 여전히 펜실베이니아주 리고니어 타운십의 로렐 힐, 워터포드 마을에서 남동쪽으로 3마일 떨어진 추락 현장에 남아 있다.[46]
- 18400 - 2010년 1월, 한 스쿠버 다이버가 1944년 8월 마알라에아 만에서 폐기된 SB2C-1C 헬다이버를 발견했다.[47] 헬다이버는 산호로 덮여 있었고 꼬리 부분이 없었다. 이 항공기는 급강하 폭격 훈련 후 꼬리 부분에 문제가 발생하여 조종사 윌리엄 딜 중위가 버려야 했다.[48] 동쪽을 향한 채 50피트 깊이의 물속에 있다. 주 및 연방 법률에 의해 보호되는 이 장소는 미 해군에 의해 명판이 설치될 예정이며, 나중에 잠수를 용이하게 하기 위해 계류 시설이 설치될 수도 있다.[49]
- 2011년 12월 19일, 스쿠버 다이버들이 플로리다 주 주피터 해안에서 SB2C 헬다이버를 발견했다. 이 항공기는 대부분 온전했으며, 착륙 장치가 접힌 채로 뒤집혀 있었다. 2012년 5월, 미 해군은 항공기 조사를 실시하여 수평 안정판에서 데이터 플레이트를 회수했다. 해군 역사 및 유산 사령부의 수중 고고학 부서는 데이터 플레이트에 각인된 번호가 항공기를 식별할 수 있는지 확인하려고 시도했다.[50]

SB2C-5
- 83414 - 2010년 3월 25일, 오레곤 주 경찰, 틸라묵 카운티 보안관 사무실, 그리고 미국 해군은 오레곤 주 로커웨이 해변 근처에서 벌목 작업 중 SB2C 헬다이버 잔해가 발견되었다고 발표했다. 초기 대응자들은 현장에 인명 잔해가 있을 수 있다고 믿었다.[51][52][53]

## 같이 보기
- 제2차 세계 대전 항공기 목록
- 미국 해군 항공기 명칭 목록 (1962년 이전)
- 미국의 군용기 목록

### 내용주
1. 1 2  Ethell 1995, p. 221.
2. ↑  Wilson, Stewart (1994). 《Military Aircraft of Australia》. Weston Creek, Australia: Aerospace Publications. 85쪽. ISBN 1875671080.
3. ↑  O'Rourke, G.G, CAPT USN. "Of Hosenoses, Stoofs, and Lefthanded Spads." United States Naval Institute Proceedings, July 1968.
4. ↑  Shettle 2001, p. 29.
5. ↑  Winchester 2004, p. 63.
6. ↑  "SB2C Helldiver Curtiss dive bomber: "Helldiver!" What a great name!" acepilots.com. Retrieved: 18 March 2010.
7. 1 2 3 4 5 6  Guttman, Robert. "Curtiss SB2C Helldiver: The Last Dive Bomber," p. 3. 보관됨 2011-06-12 - 웨이백 머신 Aviation History via historynet.com, July 2000. Retrieved: 18 March 2010.
8. ↑  Abzug and Larrabee 1997, p. 92.
9. ↑  Bowers 1979, p. 424.
10. ↑  Donald 1995, pp. 76–77.
11. ↑  Bowers 1979, pp. 424–425.
12. ↑  Taylor 1969, p. 480.
13. 1 2  Goebel, Greg. "The Douglas SBD Dauntless & Curtiss SB2C Helldiver." Vector site, 1 November 2010.
14. ↑  Winchester 2004, p. 62.
15. ↑  “Curtiss SBW-1B Helldiver (Curtiss SB2C Helldiver)”. 《fleetairarmarchive.net》. 2010년 6월 19일에 원본 문서에서 보존된 문서. 2010년 3월 18일에 확인함.
16. ↑  Tillman 1997, p. 61.
17. ↑  Guttman, Robert. "Curtiss SB2C Helldiver: The Last Dive Bomber", p. 4. 보관됨 2011-01-13 - 웨이백 머신 Aviation History via historynet.com, July 2000. Retrieved: 18 March 2011.
18. 1 2  Guttman, Robert. "Curtiss SB2C Helldiver: The Last Dive Bomber", p. 6. 보관됨 2011-01-13 - 웨이백 머신 Aviation History via historynet.com, July 2000. Retrieved: 18 March 2010.
19. 1 2  Stern 1982, p. 15.
20. ↑  “A69 Curtiss Shrike”. RAAF Museum Point Cook. 2020년 4월 26일에 확인함.
21. 1 2 3 4 5  Wilson 1994, p. 85
22. 1 2  “RAAF A69 Curtiss A-25A Shrike”. 《ADF-serials》. 2018년 4월 14일에 확인함.
23. ↑  Winchester 2004, pp. 62–63.
24. 1 2  “Curtiss SB2C-5 Helldiver”. 《Hellenic Air Force》. 2015년 6월 28일에 원본 문서에서 보존된 문서. 2015년 11월 23일에 확인함.
25. ↑  "Supermarine Spitfire Mk VB/VC, Mk IX Lf/HF, Mk XVI." Hellenic Air Force, 2012. Retrieved: 9 August 2012.
26. ↑  "North American Aviation T-6G." Hellenic Air Force, 2012. Retrieved: 9 August 2012.
27. ↑  "Hellenic Air Force Museum Exhibits." 보관됨 2012-03-18 - 웨이백 머신 Hellenic Air Force, 2012. Retrieved: 9 August 2012.
28. ↑  Sherman, Stephen. "SB2C Helldiver Curtiss dive bomber." Ace Pilots, 23 January 2012. Retrieved: 9 August 2012.
29. ↑  “Thai Military Aircraft Designations”. 《designation-systems.net》. 2025년 3월 18일에 확인함.
30. ↑  aeroflight
31. 1 2  《World Air Forces – Historical Listings Thailand (THL)》, 2012년 1월 25일에 원본 문서에서 보존된 문서, 2012년 8월 30일에 확인함
32. ↑  "Curtiss SB2C Helldiver/83321." aerialvisuals.ca Retrieved: 18 August 2017.
33. ↑  "Curtiss SB2C Helldiver/83410" aerialvisuals.ca. Retrieved: 18 August 2017.
34. ↑  "Curtiss A-25 Shrike/75552" Complete Aircraft List. Retrieved: 12 August 2024.
35. ↑  "FAA Registry: N75552." FAA.gov Retrieved: 12 August 2024.
36. ↑  "Fagen Fighters Helldiver Soars Again" Vintage Aviation News. Retrieved: 24 July 2024
37. ↑  "Curtiss SB2C Helldiver/83393" Fagen Fighters & Warhawks, Inc. Retrieved: 18 August 2017.
38. ↑  "FAA Registry: N48HD." FAA.gov Retrieved: 25 July 2024.
39. ↑  "Curtiss SB2C-5 Helldiver/83589." Commemorative Air Force. Retrieved: 18 August 2017.
40. ↑  "FAA Registry: N92879." FAA.gov Retrieved: 15 July 2021.
41. ↑  "Curtiss SB2C-5 Helldiver/83479" Steven F. Udvar-Hazy Center Retrieved: 14 July 2021.
42. ↑  "Curtiss A-25 Shrike/76805" Vintage Aviation News. Retrieved: 22 April 2025.
43. ↑  "Curtiss SB2C Helldiver/19075" Yanks Air Museum Retrieved: 12 August 2024.
44. ↑  "Curtiss SB2C Helldiver/19866." Warbird Directory: Curtiss Page 2 Retrieved: 21 September 2022.
45. ↑  "Curtiss A-25 Shrike/76805" Vintage Aviation News. Retrieved: 22 April 2025.
46. ↑  Dyer, Sean. "Maui Helldiver dive bomber wreck dive SB2C-1C." 보관됨 2018-08-13 - 웨이백 머신 bbscuba.com. Retrieved: 23 April 2010.
47. ↑  "Accident report." 보관됨 2016-03-03 - 웨이백 머신 US Navy via bbscuba.com. Retrieved: 23 April 2010.
48. ↑  Loomis. Ilima. "WWII-era plane ID’d." mauinews.com, 4 April 2010. Retrieved: 23 April 2010.
49. ↑  "NHHC Underwater Archaeology Branch and MDSU2 Survey SB2C Helldiver Wreck." 24 May 2012. Retrieved: 7 May 2013.
50. ↑  "SB2C-5 Helldiver Bureau Number 83414" Retrieved: 24 July 2024.
51. ↑  "Navy WWII Aircraft Found in Tillamook County, Oregon." 보관됨 2010-03-28 - 웨이백 머신 oregon.gov. Retrieved: 25 March 2010.
52. ↑  Tobias, Lori. "Former mechanic at the Navy Air Base in Tillamook remembers 62-year-old crash near Rockaway Beach." oregonlive.com, 26 March 2010. Retrieved: 23 August 2010.

### 참고 문헌
- Abzug, Malcolm J. and E. Eugene Larrabee. Airplane Stability and Control: A History of the Technologies that Made Aviation Possible (Cambridge Aerospace Series). Cambridge, UK: Cambridge University Press, 1997. ISBN 978-0-521-55236-3.
- Andrews, Harald. The Curtiss SB2C-1 Helldiver, Aircraft in Profile 124. Windsor, Berkshire, UK: Profile publications Ltd., 1967, reprinted 1971 and 1982. No ISBN.
- Bowers, Peter M. Curtiss Aircraft 1907-1947. London: Putnam & Company Ltd., 1979. ISBN 0-370-10029-8.
- Brown, Eric, CBE, DCS, AFC, RN., William Green and Gordon Swanborough. "Curtiss Helldiver". Wings of the Navy, Flying Allied Carrier Aircraft of World War Two. London: Jane's Publishing Company, 1980, pp. 90–99. ISBN 0-7106-0002-X.
- Crosnier, Alain and Jean-Pierre Dubois. Douglas SBD-5 Dauntless & Curtiss SB2C-5 Helldiver: Bombardiers en piqué de l’Aéronautique Navale (in French). Clichy-la-Garenne, France: DTU sarl., 1998. ISBN 2-912749-01-8.
- Donald, David, ed. American Warplanes of World War II. London: Aerospace Publishing, 1995. ISBN 1-874023-72-7.
- Drendel, Lou. U.S. Navy Carrier Bombers of World War II. Carrollton, Texas: Squadron/Signal Publications, Inc., 1987. ISBN 0-89747-195-4.
- Ethell, L. Jeffrey. Aircraft of World War II. Glasgow: HarperCollins Publishers, 1995. ISBN 0-00-470849-0.
- Forsyth, John F. Helldivers, US Navy Dive-Bombers at War. St. Paul, Minnesota: Motorbooks International, 1991. ISBN 0-87938-493-X.
- Kinzey, Bert. SB2C Helldiver in Detail & Scale, D&S Vol.52. Carrollton, Texas: Squadron/Signal Publications, 1997. ISBN 1-888974-04-4.
- Ociepka, Paweł P. "Curtiss SB2C Helldiver" (in Polish). Skrzydła w miniaturze 12. Gdańsk, Poland: Avia-Press, 1995. ISSN 1234-4109.
- Shettle, M.L. Jr. United States Marine Corps Air Stations of World War II. Bowersville, Georgia: Schaertel Publishing Co., 2001. ISBN 0-9643388-2-3.
- Smith, Peter C. SB2C Helldiver. Ramsbury, Marlborough, Wiltshire, UK: The Crowood Press Ltd., 1998. ISBN 1-86126-710-X.
- Stern, Robert. SB2C Helldiver in Action, Aircraft Number 54. Carrollton, Texas: Squadron/Signal Publications inc., 1982. ISBN 0-89747-128-8.
- Swanborough, Gordon and Peter M. Bowers. United States Navy Aircraft since 1911. London: Putnam, Second edition, 1976. ISBN 0-370-10054-9.
- Taylor, John W. R. "Curtiss SB2C/A-25 Helldiver." Combat Aircraft of the World from 1909 to the present. New York: G.P. Putnam's Sons, 1969. ISBN 0-425-03633-2.
- Tillman, Barrett. Helldiver Units of World War 2. London: Osprey Publishing, 1997. ISBN 1-85532-689-2.
- Tillman, Barrett and Robert L. Lawson. U.S. Navy Dive and Torpedo Bombers of WWII. St. Paul, Minnesota: Motor Books Publishing, 2001. ISBN 0-7603-0959-0.
- Wilson, Stewart (1994). 《Military Aircraft of Australia》. Weston Creek, Australian Capital Territory: Aerospace Publications. ISBN 1-875671-08-0.
- Winchester, Jim. "Curtiss SB2C Helldiver." Aircraft of World War II: The Aviation Factfile. Kent, UK: Grange Books plc, 2004. ISBN 1-84013-639-1.